# Meurtre de Knutby
Le meurtre de Knutby est l'une des affaires criminelles les plus médiatisées de l'histoire moderne de la Suède. Plusieurs livres lui ont été consacrés, ainsi qu'un film et une pièce de théâtre.
Les faits se déroulent à Knutby, le 10 janvier 2004. Une jeune femme, Sara Svensson, abat de deux balles Alexandra Fossmo, la femme d'un pasteur, et blesse grièvement un voisin du couple. Arrêtée dans les 24 heures, elle avoue immédiatement. Mais l'affaire n'en reste pas là : les enquêteurs découvrent bientôt que c'est le pasteur lui-même, Helge Fossmo, qui a poussé la jeune femme au meurtre, à la suite d'une manipulation psychologique particulièrement perverse. Au terme du procès en juillet 2004, le pasteur est condamné à la prison à vie, et la meurtrière à un internement psychiatrique.
Mélange explosif de religion, de sexe et de meurtre, l'affaire fait les choux gras de la presse, qui s'étend en particulier sur la petite communauté pentecôtiste au sein de laquelle les faits se sont déroulés.

## Knutby
Knutby est une petite localité paisible de 900 habitants, située à une quarantaine de kilomètres à l'est d'Uppsala et à environ 90 kilomètres au nord de Stockholm.
En 1920, une paroisse pentecôtiste y est fondée. Au début des années 1990, c'est une communauté presque moribonde, mais avec l'arrivée notamment en 1992 du pasteur (femme) Åsa Waldau, la paroisse se développe et accueille de nombreux nouveaux membres. En 2004, elle compte ainsi six pasteurs, dont Waldau et Helge Fossmo.

## Meurtre et première arrestation
Le meurtre a lieu vers 04 h 00 du matin, le 10 janvier 2004. Sara Svensson gare sa voiture à proximité de la maison où vivent les époux Fossmo, et où elle-même était, jusqu'à une période récente, employée comme nounou. Elle pénètre dans le bâtiment par la buanderie, dont la porte est restée ouverte, puis monte à l'étage, et entre dans la chambre à coucher. Alexandra est seule dans le lit conjugal, Helge dormant cette nuit-là dans la chambre des enfants. Sara Svensson tire à deux reprises sur la maîtresse de maison, l'atteignant notamment d'une balle en pleine tête. Elle retourne ensuite sur ses pas et, une fois dans la rue, se dirige vers une maison voisine, où elle frappe à la porte d'une chambre. Lorsque le voisin ouvre, il est lui aussi atteint d'une balle à la tête.
Après avoir annoncé au pasteur le décès de sa femme, les policiers lui demandent si quelqu'un pouvait lui en vouloir. Fossmo répond immédiatement par l'affirmative : sa nounou, qui vivait au domicile familial, et qui dans la nuit du 8 novembre 2003 a agressé Alexandra avec un marteau. On constate par ailleurs que les traces de pas laissées par le meurtrier dans la neige sont de taille 38. Sara Svensson est arrêtée dans les 24 heures, au domicile de son père dans le sud de la Suède.
Interrogée par les enquêteurs, elle reconnait immédiatement être l'auteur des coups de feu.

## Autres arrestations
Après les aveux de la meurtrière, se pose pour les enquêteurs la question du mobile, et d'une éventuelle complicité. L'attitude de la jeune femme, qui dans une même phrase avoue être coupable, avoir agi seule, et ne pas avoir de complice, est jugée particulièrement suspecte. Les policiers procèdent à des écoutes téléphoniques, et découvrent après quelques jours que les époux respectifs des deux victimes entretiennent une relation amoureuse, que le meurtre ne semble pas avoir perturbée. Helge Fossmo et sa voisine se rencontrent ainsi plusieurs fois par jour, et échangent des messages romantiques par SMS.
L'examen des appels téléphoniques passés par Sara Svensson montre aussi qu'elle a, dans les mois précédents les faits, échangé des milliers d'appels avec un numéro particulier. Le matin du meurtre, à l'heure précise des faits, elle a également appelé ce même numéro. Ceci pointe clairement vers une complicité. Mais le numéro est celui d'une carte SIM appartenant à Svensson elle-même, et la jeune femme refuse de dire à qui elle l'aurait prêtée. Grâce à un témoignage, les enquêteurs finissent toutefois par établir que c'est Helge Fossmo qui est en possession de la carte SIM.
Le 28 janvier 2004, Fossmo et sa voisine sont interpelés. La police organise une conférence de presse, qui fait l'effet d'une bombe médiatique.

## La manipulation
Au printemps 2004, les policiers interrogent Sara Svensson à de nombreuses reprises. Petit à petit, ils découvrent que la jeune femme était, depuis plusieurs années, la maitresse de Fossmo, et qu'il exerçait sur elle un ascendant total, l'ayant transformée en son esclave. Il la conditionnait aussi depuis longtemps à commettre un meurtre, lui ayant demandé à plusieurs reprises si elle serait prête à tuer, si Dieu lui-même le lui demandait.
Svensson explique notamment que Fossmo l'a persuadée de commettre le double meurtre en lui faisant suivre une série de SMS, qu'il affirmait recevoir de Dieu lui-même. Dans un premier temps, les enquêteurs doivent se contenter des déclarations de la jeune femme, les SMS ayant depuis longtemps été effacés. Des techniciens sollicités par les policiers sont toutefois en mesure de récupérer certains de ces SMS dans la mémoire du téléphone. En voici deux exemples :
- Tu dois prendre une décision et ne pas tergiverser. Trouve une solution définitive. Tu feras preuve d'amour en le [nb : Helge Fossmo] libérant. Il en a besoin. Ses limites seront bientôt atteintes.
- Le premier [nb : meurtre] est ton devoir. Le second, tu peux le faire par amour. Cela doit avoir lieu d'une façon ou d'une autre.

Le matin du meurtre, alors qu'elle sort du domicile des Fossmo et avant de faire feu sur le voisin, Sara Svensson téléphone au pasteur, dont elle vient juste d'abattre la femme. Il l'encourage alors à aller jusqu'au bout. 

## Helge Fossmo
Helge Fossmo est né à Björneborg près de Kristinehamn en 1971. Ses parents, qui sont tous deux norvégiens, divorcent rapidement, et son père retourne alors en Norvège. Fossmo grandit avec sa mère et ses frères et sœurs. La famille n'est pas particulièrement religieuse, mais il entre chez les scouts à l'âge de 10 ans, et rejoint le mouvement pentecôtiste deux ans plus tard. Ses professeurs de lycée le décrivent comme le clown de la classe, mais aussi comme quelqu'un d'extrêmement charismatique, qui plait aux filles. Il s'éloigne un temps de l'église pentecôtiste, mais y revient en 1993 avec l'aide d'Åsa Waldau.
En 1997, Fossmo s'installe à Knutby avec sa femme et leurs deux enfants. Il travaille aux côtés de Waldau, et s'impose petit à petit dans la communauté, devenant pasteur, puis représentant de la paroisse. En 1999, il apprend qu'il souffre de diabète, puis tombe gravement malade, mais les médecins qu'il consulte ne détectent rien d'anormal.
À l'automne 1999, Fossmo raconte à plusieurs personnes de son entourage, dont Åsa Waldau, qu'il a vu en rêve sa femme morte dans sa baignoire. Et le 18 décembre 1999, cette prophétie se réalise : l'épouse de Fossmo est effectivement retrouvée morte dans sa baignoire. La police mène une enquête de routine, qui conclut à une mort accidentelle. La jeune femme aurait glissé, et sa tête aurait percuté le robinet d'eau chaude. L'autopsie révèle néanmoins dans le sang de la défunte un niveau élevé de dextropropoxyphène, analgésique que Fossmo utilise pour ses douleurs dorsales.
Moins d'un an après le décès de sa première épouse, Helge Fossmo se remarie avec la sœur cadette d'Åsa Waldau, Alexandra, qui est alors âgée de seulement vingt ans. Mais c'est à peu près à la même époque que commence sa relation avec Sara Svensson. Fossmo, qui continue à se plaindre de diverses douleurs, engage la jeune femme en particulier pour lui prodiguer divers soins. Svensson s'installe au domicile des Fossmo, où elle va résider plusieurs années. Rapidement, Helge Fossmo et Svensson font chambre commune, tandis qu'Alexandra Fossmo dort de son côté. Helge Fossmo se lance dans une manipulation psychologique de Svensson, la transformant petit à petit en esclave.
Le 8 novembre 2003, Sara Svensson attaque Alexandra Fossmo avec un marteau. Elle est alors congédiée, et doit quitter la paroisse. 

## Procès
Le procès s'ouvre le 18 mai 2004 devant le tribunal d'Uppsala. Les chefs d'accusation sont meurtre et tentative de meurtre pour Sara Svensson, et incitation à un double meurtre pour Helge Fossmo. Fossmo comparait aussi pour le meurtre de sa première épouse en 1999. Les débats sont surtout marqués par la lecture des SMS par le procureur, et par le témoignage de la meurtrière, qui dure deux jours – elle y expose la manipulation, et se montre terrifiée par la colère divine. De son côté, Fossmo est incapable de justifier ses actes, il affirme avoir lui-même été manipulé par Åsa Waldau, mais n'est pas jugé crédible. Lorsqu'on l'interroge sur les SMS, il affirme avoir simplement voulu « aider Dieu un peu ».
Le verdict est rendu le 7 juillet 2004. Helge Fossmo est acquitté pour le meurtre de sa première épouse en 1999. Mais pour les événements de janvier 2004, la cour le déclare coupable d'avoir poussé Sara Svensson au meurtre, et le condamne à la réclusion criminelle à perpétuité. La jeune femme est quant à elle condamnée à un internement psychiatrique.

## Médias et culture populaire
Le jour même du meurtre, les médias s'emparent de l'affaire. La proximité de Stockholm permet aux rédactions des grands médias nationaux de dépêcher des reporters sur place pour un coût raisonnable. La presse étrangère n'est pas en reste.
Les journalistes trouvent en particulier dans la petite communauté pentecôtiste une source d'intérêt sans cesse renouvelée. Elle est présentée comme fermée au monde extérieur, on parle de secte, de lavage de cerveau, d'abus sexuels sur des enfants, de conspiration. D'anciens membres, qui avaient choisi de quitter la paroisse, sont mis en avant. Mais après l'emballement médiatique, vient pour les médias le temps de l'autocritique. Selon la journaliste Karen Svensson, qui a suivi toute l'affaire et est l'auteur d'un documentaire et d'un film, il aurait fallu faire preuve « de plus de connaissance et de plus de respect pour les communautés religieuses ».
En 2010, huit livres étaient déjà parus sur l'affaire, ainsi qu'un long métrage (Vägen hem, 2009) et une comédie musicale (Knutby, créée au théâtre de la ville d'Uppsala en janvier 2009).

## Aujourd'hui
Après près de six années d'internement psychiatrique, Sara Svensson bénéficie d'un régime de semi-liberté à partir du printemps 2010, et elle est finalement remise en liberté en décembre 2011.
Le 20 juillet 2007, Helge Fossmo épouse en troisièmes noces une jeune mère de trois enfants, derrière les barreaux de la prison de Kumla. Fin mars 2013, il était toujours incarcéré en Suède.